# Inna Ossipenko-Radomska
Inna Osypenko-Radomska –en ucraïnès, Інна Осипенко-Радомська– (Novorosisko, 20 de setembre de 1982) és una esportista ucraïnesa que competeix en piragüisme en la modalitat d'aigües tranquil·les (des de 2014 competeix sota la bandera de l'Azerbaidjan).
Va participar en cinc Jocs Olímpics d'Estiu, entre les edicions de 2000 i 2016, obtenint en total cinc medalles: or a Pequín 2008, dues plates a Londres 2012 i bronze a Atenes 2004 i Rio de Janeiro 2016.
Va guanyar sis medalles al Campionat Mundial de Piragüisme entre els anys 2001 i 2011, i cinc medalles al Campionat Europeu de Piragüisme entre els anys 2001 i 2011.

## Palmarès internacional
| Representant a Ucraïna     |                             |         |            |
| Jocs Olímpics              |                             |         |            |
| Any                        | Lloc                        | Medalla | Competició |
| 2004                       | Atenes ( Grècia)            | 3       | K4 500 m   |
| 2008                       | Pequín ( R.P. de la Xina)   | 1       | K1 500 m   |
| 2012                       | Londres ( Regne Unit)       | 2       | K1 200 m   |
| 2012                       | Londres ( Regne Unit)       | 2       | K1 500 m   |
| Campionat Mundial          |                             |         |            |
| Any                        | Lloc                        | Medalla | Competició |
| 2001                       | Poznań ( Polònia)           | 3       | K4 1000 m  |
| 2003                       | Gainesville ( Estats Units) | 2       | K4 1000 m  |
| 2010                       | Poznań ( Polònia)           | 1       | K1 500 m   |
| 2010                       | Poznań ( Polònia)           | 2       | K1 200 m   |
| 2011                       | Szeged ( Hongria)           | 3       | K1 200 m   |
| 2011                       | Szeged ( Hongria)           | 3       | K1 500 m   |
| Campionat Europeu          |                             |         |            |
| Any                        | Lloc                        | Medalla | Competició |
| 2001                       | Milà ( Itàlia)              | 1       | K4 1000 m  |
| 2004                       | Poznań ( Polònia)           | 1       | K4 500 m   |
| 2007                       | Pontevedra ( Espanya)       | 3       | K1 200 m   |
| 2008                       | Milà ( Itàlia)              | 2       | K1 200 m   |
| 2011                       | Belgrad ( Sèrbia)           | 2       | K1 500 m   |
| Representant a Azerbaidjan |                             |         |            |
| Jocs Olímpics              |                             |         |            |
| Any                        | Lloc                        | Medalla | Competició |
| 2016                       | Rio de Janeiro ( Brasil)    | 3       | K1 200 m   |